# Pochette Surprise (Surprise Package)
A Pochete Surprise a francia Jordy első albuma, mely 1992-ben jelent meg Franciaországban. Az album megjelenésének időpontjában ő még csak  négyéves volt, de hatalmas sikerre tett szert az albumról kimásolt Dur Dur D'etre bébé című dallal, mely 15 hétig vezette a Francia slágerlistát. Ezt követte az Alison című dala, mely szintén hasonló sikereket ért el, azonban a harmadik da a "Les Boules" már csak a 13. helyig jutott a slágerlistán.
Az album az első helyen debütál a SNEP albumlistáján 1992. december 7-én, illetve bekerült a Top 50-be is. Az album több mint 600 000 példányban kelt el 1993-ban.

## Megjelenések
- CD  Franciaország Versailles 472939 2[3]
- LP  Spanyolország CBS/SONY VER 472939 1[4]

1. "Dur Dur D’être Bébé!" [It's Tough to Be a Baby] (Clerget, Maratrat) – 3:24
2. "Alison (C'est Ma Copine A Moi)" (Clerget, Lemoine, Maratrat ) – 3:41
3. "Ma Petite Soeur" [My Little Sister] (Lemoine, Maratrat) – 3:44
4. "Les Boules" [Losers] (Clerget, Lemoine, Maratrat ) – 3:52
5. "C'est pas nous" [That's Not for Us] (Lemoine, Maratrat) – 4:07
6. "La danse du pouce dans la bouche" [Thumb Sucking Dance] (Lemoine, Maratrat) – 3:33
7. "Jordy Rave Show" (Feys, Lemoine, Wybouw) – 4:01
8. "Dur dur d'être bébé!" (mix) (Clerget, Maratrat) – 5:22
9. "Les Boules (mix)" (Clerget, Lemoine, Maratrat ) – 5:04
10. "La danse du pouce dans la bouche" (remix) (Lemoine, Maratrat) – 7:23
11. "Dur dur d'être bébé!" (angol változat) (Clerget, Maratrat) – 3:16